# 김찬형 (배우)
김찬형(1980년 3월 5일~)은 대한민국의 배우이다.

## 드라마
- 《푸른거탑 제로》 (tvN, 2013년) - 김찬형 역
- 《스위트홈》 (Netflix, 2020년)
- 《소년심판》 (Netflix, 2022년) - 지후의 아버지 역
- 《링크 : 먹고 사랑하라, 죽이게》 (tvN, 2022년) - 안정호 역
- 《스위트홈 2》 (Netflix, 2023년)
- 《강남 비-사이드》 (Disney+, 2024년)
- 《Mr. 플랑크톤》 (Netflix, 2024년) - 국밥집 사장 아들 역
- 《뉴토피아》 (쿠팡플레이, 2025년) - 병길 역
- 《굿보이》 (JTBC, 2025년) - 교도관 역

## 영화
- 《스물》 (2015년) - 대가리 역
- 《프리즌》 (2017년) - 송유철 역
- 《품질관리》 (2021년) - 허상우 역
- 《범죄도시 2》 (2022년) - 장순철 역 (인간말종 3. 이 영화의 중간 보스 2. 첫 천만영화)
- 《외계+인 1부》 (2022년) - 도둑 역
- 《헌트》 (2022년) - 국내팀 요원 1 역
- 《늑대사냥》 (2022년) - 박재우 역(†)
- 《야행》 (2022년)
- 《압꾸정》 (2022년) - 박형사 역
- 《크로스》 (2024년) - 정록 역
- 《브로큰》 (2025년) - 재만 역
- 《백수아파트》 (2025년) - 생수기사 역 (우정출연)
- 《야당》 (2025년)